# 冰雪奇緣2
是一部2019年美國3D電腦動畫歌舞奇幻電影，迪士尼動畫制作迪士尼電影公司發行的第58部迪士尼經典動畫長片，也是2013年電影《冰雪奇緣》的續集。這部電影由彼得·德維寇製作，克里斯·巴克和珍妮佛·李執導，並由李負責編劇，其導演另外與馬克·E·史密斯、克里斯汀·安德生-洛佩兹和勞勃·羅培茲共同撰寫了這個故事。配音方面由伊迪娜·曼佐、姬絲汀·貝兒、喬納森·格羅夫和喬許·蓋德等人回歸聲演各自的角色，而伊雯·瑞秋·伍德、艾佛烈·蒙利納和斯特林·K·布朗則為新角色配音。《冰雪奇緣2》以第一部電影事件發生三年後為背景，講述了安娜和艾莎姐妹以及她們的同伴阿克、小斯和雪寶前往魔法森林，揭開艾莎魔法力量的起源故事。
2015年3月以前，華特迪士尼公司就《冰雪奇緣2》是否會被認為不如原作展開爭論，在此之後就獲得批准製作。與第一部電影相比，它使用了更複雜、增強的動畫技術，並且是跨部門合作的成果。克里斯汀·安德生-洛佩兹和勞勃·羅培茲回歸擔任電影的詞曲製作人，而克里斯多福·貝克再次為這部電影創作配樂。這部電影被翻譯成46種語言，並附帶紀錄劇集《向未知探索：冰雪奇緣2大解密》。
《冰雪奇緣2》2019年11月7日在美國洛杉磯好莱坞首映，11月22日在美國上映。儘管它被認為不如其前身，但受到了評論家的普遍正面的評價。這部電影的全球票房收入達到14.5億美元，成為2019年票房收入第三高的電影、票房史上第十高的電影、以及有史以來票房第二高的動畫電影，並且也連續三年獲得全球票房最高的動畫電影稱號。《冰雪奇緣2》獲得第92屆奧斯卡金像獎最佳原創歌曲提名以及許多其他榮譽。兩部續集正在製作中，其第一部續集計劃在2027年上映。

## 劇情
艾倫戴爾王國位於北歐。故事開端，一個晚上，國王安格納向年幼的兩位女兒艾莎公主及安娜公主述說往事：王國北方的魔法森林有四大魔靈的存在，而森林內的原住民族—北烏卓人跟魔靈們和諧共處。艾莎和安娜的祖父、前任國王魯尼爾與北烏卓人維持友好關係，還為其興建一座大水壩，以保護他們的水源。當魯尼爾與當時還是王儲的安格納前往參加水壩的落成典禮時，雙方因不明緣由爆發武力衝突，魯尼爾在過程中墜崖而亡，安格納因故昏迷過去後被某人救出魔法森林，其後正式登基，繼任為國王。但人類的鬥爭行為導致魔靈震怒，祂們降下迷霧，籠罩了整座魔法森林，從此無人能進出。
時間來到艾莎的加冕典禮三年過後的秋天，艾莎不斷聽見來自北方的未知呼喚聲而用魔力加以回應，但王國內卻因此發生了風、火、水、土等元素的騷動而變得不再安全。石精靈長老佩比向艾莎指出魔法森林內有一個錯誤需要她前去修正，否則王國沒有未來，於是艾莎在安娜、雪宝、阿克及小斯的陪同下前往北方。
呼喚聲將一行人引導至迷霧邊界後，迷霧感應到艾莎的魔力，讓一行人進入森林。在森林內，以龍捲風姿態現身的風靈蓋兒被艾莎用魔力馴服，過程中兩者的魔力產生共鳴而製造出了幾個還原過去情景的冰雕，其中一個顯示將昏迷的安格納救出魔法森林的是一名北烏卓少女，艾莎與安娜從其披肩造型認出她正是母親伊杜娜王后。被迷霧困在森林內的艾倫戴爾老兵及北烏卓人陸續出現，並發生爭執，艾莎為了制止雙方人馬，施法讓地面結冰，然後與安娜一起說明了她們是安格納國王夫婦的女兒，也是艾倫戴爾王國現任的女王和公主，以及姊妹二人都是北烏卓混血的事實。這讓艾倫戴爾的老兵臣服，也使北烏卓老族長同意接待一行人。稍晚，艾莎從北烏卓人口中得知，魔法森林除了風、火、水、土等四大魔靈之外，還有第五個未知的魔靈存在，祂是連接人類與大自然魔力的橋樑。
阿克與小斯意外脫隊，艾莎與安娜繼續往北方前進時於海岸處發現了父母發生海難時搭乘的船隻。從船上留下的地圖信息得知父母當時出航的目的地是位處極北的「阿托哈蘭」：一條保管所有記憶的魔河，為的是解開艾莎魔力的來源。艾莎決定獨自面對之後的危險，先用魔力將安娜與雪寶送回森林內，再踏上大海一路破浪前進。半途中艾莎遭遇守護著阿托哈蘭、馬匹形象的水靈諾克所攔阻，於是就用魔力馴服牠，使水靈成為坐騎，載自己抵達阿托哈蘭。進入真面目是冰川的阿托哈蘭內，艾莎明白了她聽到的呼喚聲是由母后伊杜娜留存在此地的思念所發出，伊杜娜當時無私的拯救了安格納的善行感動了大自然，使它賜予伊杜納的女兒艾莎魔法天賦，艾莎就是連接人類與大自然魔力的第五魔靈。
艾莎隨即從阿托哈蘭讀取過往的記憶，得知祖父魯尼爾其實仇視魔靈與北烏卓人，水壩落成大典當天的武力衝突，其實是由於魯尼爾殺害了察覺大水壩正在傷害森林的北烏卓族長引起的。過於黑暗的真相使艾莎大為震驚，也讓她開始無法承受阿托哈蘭的冰凍魔力。但艾莎在自己被凍結成冰雕前，利用魔力將真相傳送給安娜。安娜得到艾莎送來的訊息後，雪寶發現自己逐漸融化，因此猜測艾莎可能遭遇危險。待雪寶完全消失後，安娜跪倒在地，痛哭失聲。努力振作起來的安娜決定要破壞大水壩，以修正過往的錯誤，並得到阿克和小斯以及艾倫戴爾老兵的協助。石巨人形象的土靈在安娜等人的引誘下往大水壩投擲大石塊，造成大水壩嚴重毀損，終於崩塌潰堤。過往的錯誤被修正，讓阿托哈蘭將艾莎從冰雕恢復生命，在水靈的幫助下艾莎全速趕往位於河流下游峽灣的艾倫戴爾，即時用魔力阻擋洪水保護了王國。
艾倫戴爾王國內的元素騷動逐漸平息，魔法森林的迷霧同時消散開來，艾倫戴爾老兵與北烏卓人時隔34年多後終於能走出森林。安娜與阿克及小斯在河岸處與艾莎團聚，艾莎接著用魔力將雪寶復活，阿克隨後向安娜求婚成功。故事最後，北烏卓人請求艾莎留守魔法森林，因此艾莎決定退位，由安娜登基為艾倫戴爾王國的新任君主，她自己則留在魔法森林，成為其守護者，姐妹倆如同連結王國與魔法森林的橋梁兩端，兩人合起來才是完整的第五魔靈。

## 配音員
- 姬絲汀·貝兒為角色安娜（Anna）配音。安娜是阿倫黛爾公主，也是艾莎的妹妹，在艾莎逊位後成為阿倫黛爾女王。[4][5][6]
  - 哈德莉·甘納威和莉比·斯圖本勞奇負責配音小時候的安娜。[7]
- 伊迪娜·曼佐為角色艾莎（Elsa）配音。艾莎是阿倫黛爾女王也是安娜的姐姐，她擁有神奇的冰之力量。[5][6][8]
  - 馬蒂亞·孔福蒂（英语：Mattea Conforti）和伊娃·貝拉（英语：Eva Bella）負責配音小時候的艾莎。[7]
- 喬許·蓋德為角色雪寶（Olaf）配音。雪寶是由艾莎製作的雪人。[9]
- 喬納森·格羅夫為角色阿克配音。阿克是一位冰塊收割者，也是安娜的男朋友。[6][10]格羅夫也為阿克的馴鹿小斯（英语：Sven (Frozen)）和其他幾隻馴鹿配音配音。[11]

在《冰雪奇緣2》內還有玛莎·普林顿飾演諾蘇德拉酋長葉蓮娜，斯特林·K·布朗飾演阿倫黛爾中尉馬蒂亞斯。配音方面還有杰森·里特為諾斯德拉成員萊德配音，以及瑞秋·麥修斯為萊德的妹妹、住在魔法森林中Honeymaren配音。
除此之外，在其他角色方面，伊雯·瑞秋·伍德為艾莎和安娜的母親伊杜娜（Iduna）配音，德萊尼·羅斯·斯坦為年輕的伊杜娜配音，阿尔弗雷德·莫里纳為艾莎和安娜的父親阿納爾（Agnarr）配音，傑克遜·斯坦為年輕的阿納爾配音，傑瑞米·西斯托為阿納爾的父親、艾莎和安娜的祖父魯內德（Runeard）配音，希朗·漢德為岩石巨魔頭領帕比（Pabbie）配音，歐若拉為呼喚艾莎的聲音做配音，阿蘭·圖代克為一名守衛、一名諾斯德蘭領袖和一名阿倫德爾士兵配音，而保羅·佈雷格斯在片尾彩蛋中再次扮演艾莎創造的雪怪棉花糖。

## 製作

### 製片想法

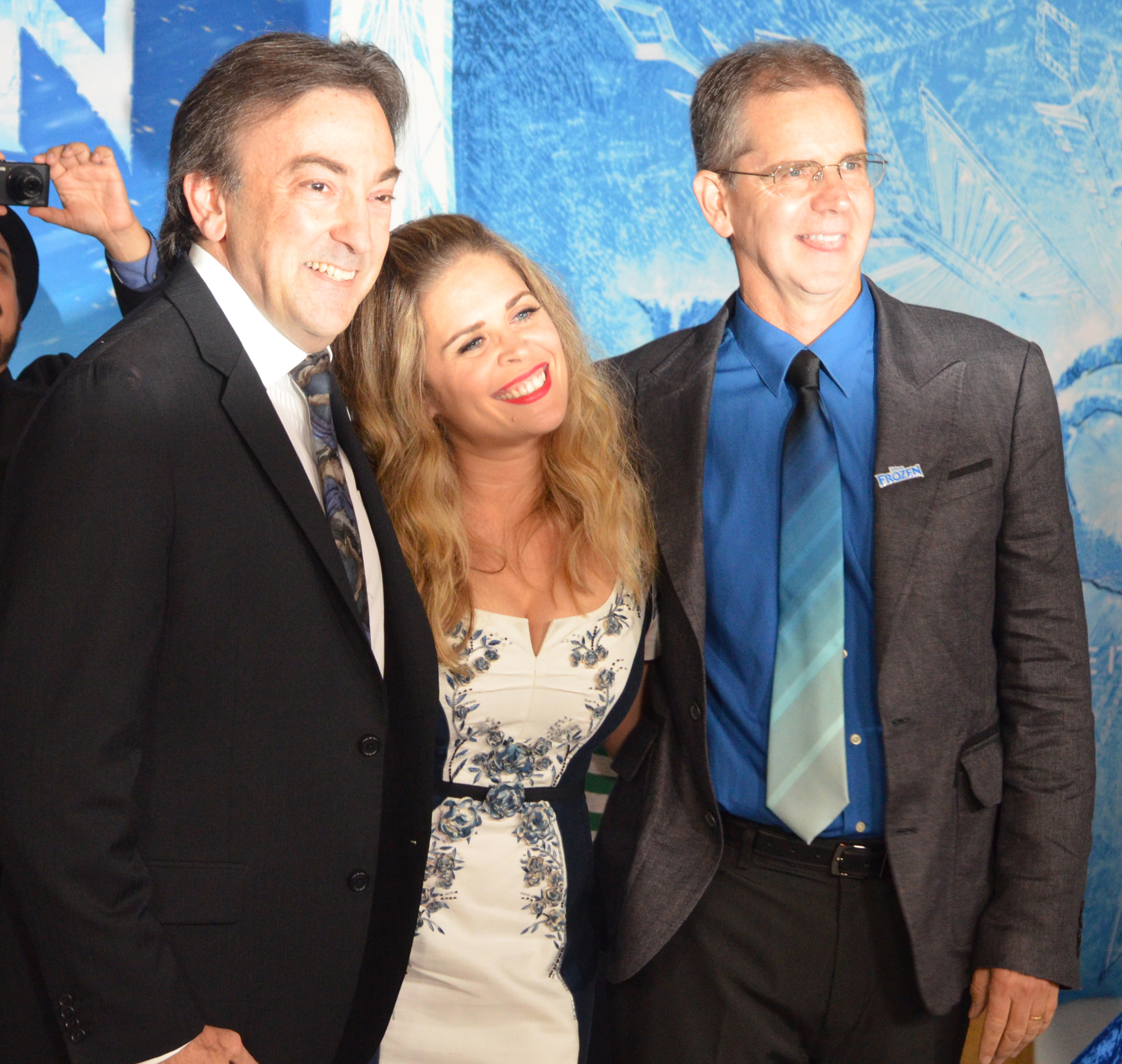
在2013年《冰雪奇緣》首映會上，由左至右分別為製作人彼得·德維寇、編劇與執導人珍妮佛·李、以及執導人克里斯·巴克

製片人彼得·德維寇在2014年3月31日表示他自己跟克里斯·巴克與珍妮佛·李的合作關係良好，並設想了另一個與《冰雪奇緣》相關的企劃。一個月後，華特迪士尼影業集團董事長艾倫·F·霍恩表示因為工作室正專注於百老匯音樂劇《冰雪奇緣》的改編，因此電影《冰雪奇緣》的續集不會立即推出。2014年5月，华特迪士尼公司執行長羅伯特·艾格在接受CNBC採訪時表示，該公司不會強制開發續集，因為擔心達不到第一部電影的水準，另外他也表示《冰雪奇緣》系列對他們公司來說是類似於《獅子王》系列那樣永恆的。
2014年6月10日，珍妮佛·李證實華特迪士尼影業商務總監约翰·拉塞特已授權她和克里斯·巴克探索可能的續集。在製作短片《冰雪奇缘：生日惊喜》（2015年上映）時，他們意識到自己錯過了其中的明星角色，與此同時，《冰雪奇緣》的粉絲們向彼得·德維寇詢問該部電影的未來時，珍妮佛·李、克里斯·巴克和彼得·德維寇就討論了續集的可能性。克里斯·巴克後來說到他們立即做的一件事就是弄清楚電影結束時安娜和艾莎會滿意什麼，因此他們決定在續集結束時讓安娜成為阿倫黛爾女王，而艾莎將獲得自由。

### 開發
2015年3月12日，羅伯特·艾格、约翰·拉塞特和演員乔什·盖德在舊金山迪士尼年度股東大會上宣布完整版續集《冰雪奇緣2》正在開發中，克里斯·巴克和珍妮佛·李將回歸擔任導演，彼得·德維寇擔任製片人。製作團隊遠赴挪威、芬蘭、冰島進行背景研究，並決定讓艾莎成為擁有冰魔法力量的“神話英雄”，而安娜則成為生活在魔法世界但沒有魔法力量的“童話英雄”，因此他們給出的結論是要讓第一部電影成功地將這兩種元素結合在一起。2018年8月，在珍妮佛·李接替约翰·拉塞特的迪士尼動畫商務總監職位後，艾麗森·施洛德受聘協助珍妮佛·李編寫劇本，珍妮佛·李被認為是這部電影的編劇，而艾麗森·施洛德則被認為提供了額外的電影劇本。這部電影的故事由珍妮佛·李、克里斯·巴克、馬克·E·史密斯、克里斯汀·安德生-洛佩兹和罗伯特·洛佩兹共同編寫，總體而言，這部電影的製片預算約為1.5億美元。
2017年9月，儘管伊迪娜·曼佐因巡迴演唱會行程而在幾週後開始錄製，但這部電影仍按原定計畫開始錄音。同月，乔什·盖德宣布將在克里斯·巴克、珍妮佛·李、彼得·德維寇和约翰·拉塞特製作的續集中扮演角色。2018年7月，《綜藝雜誌》報導伊雯·瑞秋·伍德和斯特林·K·布朗正在就加入演員陣容進行談判，而他們的角色後來被披露為伊杜娜和德斯坦·馬蒂亞斯中尉。伊雯·瑞秋·伍德被選為演員是因為她的嗓音類似於伊迪娜·曼佐和姬絲汀·貝兒的嗓音，而阿納爾的嗓音也從莫里斯·拉马什變成了阿尔弗雷德·莫里纳。聲音的四個音符呼叫源自拉丁語繼敘經“Dies irae”，其傳遞方式類似於斯堪的納維亞的北歐牧歌音樂形式。
《冰雪奇緣2》的首批完成場景於2019年6月在安錫國際動畫影展上進行了試映，貝基·布雷西和特效動畫負責人馬龍·韋斯特表示這部電影仍在製作中，預計需要七週才能完成動畫，而其特效需要十週才能完成。電影製片人與薩米專家合作，並與彼得·德維寇一起描繪諾蘇德拉部落，這個部落是一個諮詢小組，是華特迪士尼公司、跨國單位薩米理事會以及芬蘭、挪威和瑞典薩米議會之間達成協議的結果。克里斯汀·安德生-洛佩兹證實，儘管有些粉絲希望有一個艾莎，但艾莎不會在這部電影中對女性產生興趣，而珍妮佛·李後來向《紐約時報》記者莫琳·多德解釋說，艾莎的主要觀眾似乎還沒有準備好接受這樣的關係，並且在記者會上表示《冰雪奇緣2》不會採用電視影集《童话镇》第四季中的《冰雪奇緣》故事情節來做為製片元素。
《冰雪奇緣2》在加州聖地牙哥首次試映後進行了重大修改，迪士尼動畫公司發現，雖然成年人喜歡這部電影，但孩子們卻很難跟上這樣的興趣，因此製作團隊意識到他們需要澄清嗓音的身份和艾莎轉變的重點，並添加更多喜劇性和布魯尼（火蜥蜴）的鏡頭。一段主角們向被困在魔法森林中的人們解釋了他們來這裡的原因之敘述場景被雪寶對《冰雪奇緣》的幽默回顧所取代，由於這些變化，動畫師需要創作61個新鏡頭，並重做另外35個鏡頭，至於完成的影片中被刪減的鏡頭數量不詳，因此大約十幾名動畫師和藝術家花了兩個月的時間精心製作了雪寶的復活場景，然後才被剪輯。
在製作團隊鎖定畫面之前完成的最後一個主要動畫場景是別閃躲，在這段音樂片段中，艾莎進入阿托哈蘭並了解她一直在尋找的所有秘密，彼得·德維寇表示，這個場景需要工作室的所有資源才能按時完成電影，而洛佩茲則表示這首別閃躲的初稿與最終版本有很大不同。在梅根·哈丁執導了一部關於《冰雪奇緣2》製作的官方紀錄片影集裡，講述了彼得·德維寇和罗伯特·洛佩兹確定好嗓音身份的過程，一旦製作團隊確立了伊杜娜女王角色，別閃躲的歌詞終於開始組合起來，但隨後工作室的藝術家、設計師和動畫師需要快速弄清楚如何上演艾莎成為白雪公主之旅的戲劇性高潮，因此這部電影最終由傑夫·德拉海姆負責總剪輯。

### 設計
服裝和角色設計在最終確定之前經歷多次修改，根據設計師格里塞爾達·薩斯特拉維納塔-勒邁表示，這個過程是所有動畫電影中最複雜的，但技術的進步使設計師能夠創造出更細緻的服裝，並添加額外的珠子和亮片，因此團隊使用電腦合成影像（CGI）程式「Marvelous Designer」來裝飾每個角色的服飾。
安娜的服裝靈感來自1840年代和1850年代的挪威民間布納德，它通常由羊毛製成，並帶有裝飾性刺繡。安娜在《冰雪奇緣2》中因為比她在《冰雪奇緣》大了三歲，所以失去了她在《冰雪奇緣》中的雙馬尾元素，取而代之的是在後腦勺紮了一條辫子。讓艾莎大三歲的靈感來自藝術家亞歷山大·麥昆和艾莉·薩博，艾莉·薩博的設計有長長的裙襬，而相反的，設計師們設計了一件帶有雙面板斗篷和肩章的訂製外套來凸顯艾莎的力量。
動畫團隊使用基於曲線的方法來完成複雜的刺繡，一個程式將二維視覺設計解釋為線條筆劃，並將其渲染為曲線。不但允許快速更改，最大限度地減少設計修改期間的手動工作，還能支援使用各種寬度、顏色和密度的線進行自由縫合，這對於生產各種刺繡風格至關重要。

### 動畫
包括80名動畫師在內大約有800人參與了《冰雪奇緣2》的製作，其中東尼·斯米德和貝基·布雷西擔任這部電影的動畫負責人，李賢敏接替貝基·布雷西擔任安娜的動畫監督，韋恩·翁頓如同在《冰雪奇緣》中所做的那樣再次擔任艾莎的動畫監督，史蒂夫·戈爾伯格擔任視覺效果動畫監督，史考特·貝蒂擔任攝影佈局總監，莫希特·卡利安普爾擔任攝影燈光總監。
《冰雪奇緣2》利用了科技、藝術表現和骨骼动画的進步來製作這部長片動畫。在動畫開始之前，韋恩·翁頓向艾莎的動畫師展示了酷冰俠等超級英雄的場景，作為應該避免的例子。對於動畫師來說，創造個人的混亂效果非常困難，以至於導演在《冰雪奇緣2》中讓艾莎為雪寶塗上了永久凍土層，並且讓艾莎優雅的動作模仿《冰雪奇緣》和瑪莎·葛蘭姆的現代舞作品。
根據迪士尼對每部電影不同風格的偏好以及導演和美術設計師的藝術視野，指導多部門動畫團隊對角色進行了重構，使其在色調和風格上與《冰雪奇緣》略有不同。它們之間的差異非常微妙，從第一部電影到第二部電影都有一條貫穿的線索。除了讓魔法森林植被呈現秋季效果外，特效團隊還應用了兩個內部開發的應用程式來增強電影的植被和火焰動畫，而冰河冰、靈魔法、記憶都應用了燈光和特效來呈現。
動畫團隊的第一步是研究劇本並了解角色，接下來是分塊創建關鍵姿勢，然後是CGI和佈局。在動畫處理之前就提出了佈局效果，以編排大壩倒塌場景。雖然《冰雪奇緣》最大的困難是冬天的雪，但《冰雪奇緣2》的背景設定在秋天，以至於它的主要挑戰是如何一致地描繪風並將其傳遞到下游。
《冰雪奇緣2》的動畫軟體受到其他幾部迪士尼電影中的軟體的影響，例如安娜的頭髮為了應對強風效果而使用Quicksilver進行動畫處理，這個軟體是為2016年上映的電影《海洋奇缘》做開發的，艾莎的頭髮則使用了燈光軟體Beast來展示，至於聲樂教練指導動畫師關於歌手如何呼吸。隨後，動畫師們花了大約八個月的時間創作具有液體外觀的Nøkk，其效果由艾琳·拉莫斯（Erin Ramos）負責監督。Jötunns有一個漫長的組裝過程，以避免讓岩石分散注意力，而這樣的水模擬其目的是為了要比《海洋奇缘》更真實。為了創造風精靈Gale，動畫師開發了一種名為「Swoop」的工具，隨後他們收到了監製、導演和製片人的即時回饋。

### 配樂與原聲帶
罗伯特·洛佩兹和克里斯汀·安德生-洛佩兹從《冰雪奇緣》回歸後為其續集創作歌曲，而克里斯多福·貝克則回歸擔任作曲人。在迪斯可癟三版本的電影歌曲之一向未知探索發行後，《冰雪奇緣2》原聲帶專輯在2019年11月15日發行，而這張七首歌曲的原聲帶專輯還包含收錄於《冰雪奇緣》原聲帶專輯的Reindeer(s) Are Better Than People之混音版本。
克里斯多福·貝克表示，這部電影的配樂傳達了艾莎和安娜的情感成長、成熟，並引入了更複雜的音樂概念和主題元素，他也希望這樣的配樂能夠反映這部電影複雜而強烈的意象。克里斯汀·安德生-洛佩兹將專輯的主題描述為「元故事」，儘管梅根·哈丁派了一個攝製組到罗伯特·洛佩兹位於布魯克林的家錄製他們的歌曲創作和作曲，但那些作曲人發現攝製組的侵入性很大，所以大部分工作都是在鏡頭外完成的。

## 專題分析

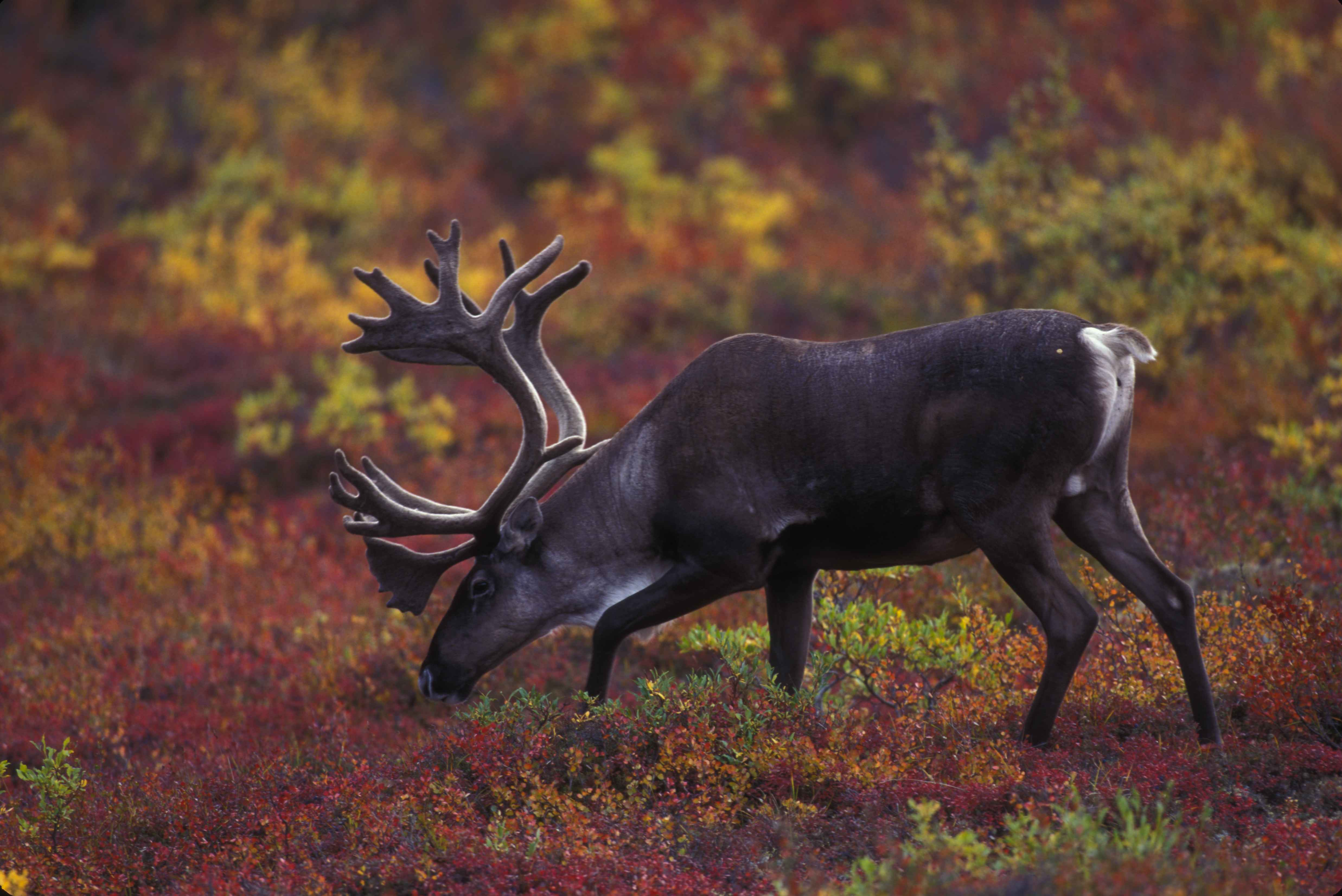
馴鹿受到萨米人的崇敬，他們認為馴鹿是薩米人力量和身分的象徵。

當地的薩米人在歷史上與馴鹿聯繫在一起，並認同這種動物的力量。特魯德·豐內蘭寫道，女性神強調女性的貢獻，主題包括團結、勇氣、希望、友誼和真理，至於艾莎因為擔心妹妹的安全而試圖將安娜送走。
在動畫中，女性角色體現了女性形象的整體，影片中的女性角色受到社會地位和女性主義覺醒的推動下而有多元情感。優雅、高貴的艾莎追求自由，過著正常的生活，而安娜則是夢想、開朗、熱情，這兩人都採取行動保衛自己的王國免受危險。
《冰雪奇緣2》被解讀為對殖民主義的批判和主張賠償。在艾莎和安娜出生之前，她們的祖父魯尼德國王為諾蘇德拉部落建造了一座水壩，儘管從表面上來看是一份禮物，但卻削弱了部落的魔法力量。在魯納德謀殺了諾蘇德拉的領袖後，戰爭隨即爆發，而他的陰謀就這樣徹底失敗了。掌管諾蘇德拉的森林精靈將其籠罩在難以穿透的迷霧中，阻止任何人出入。諾蘇德拉人是以斯堪的納維亞半島和俄羅斯西北部的原住民薩米人作為藍本，他們因擅長魔法和巫術而遭受異教徒歧視。丹麥國王克里斯蒂安四世在1609年寫道，薩米人擅長魔法，以至於在涉及薩米巫術的案件中不應手下留情。北歐傳教士沒收或摧毀了宗教物品和場所，並建造了教堂來取代薩米薩滿教。

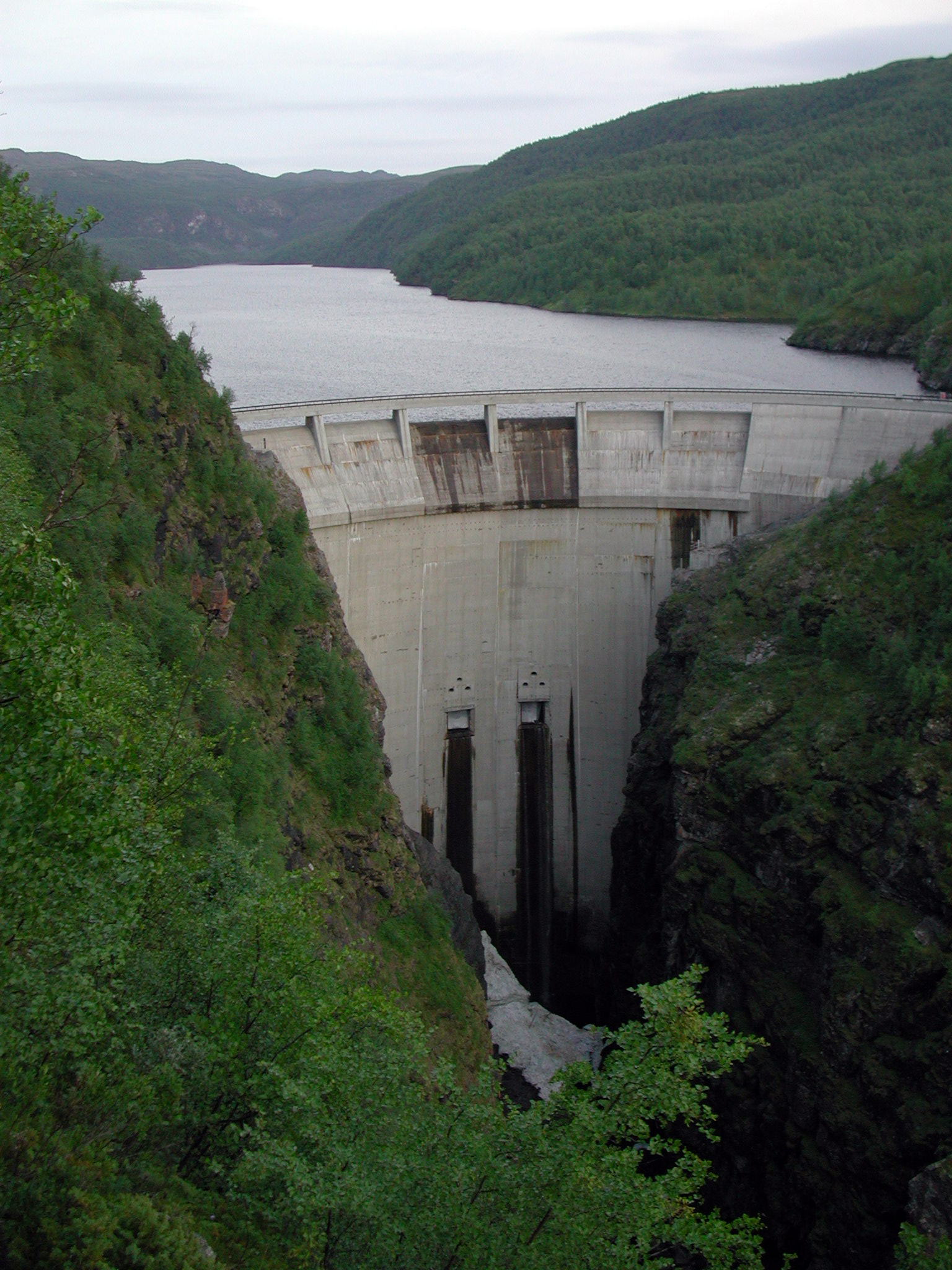
其中一個次要情節是，魯內爾德國王在部落土地上建造了一座水壩，這暗示挪威頗具爭議的維爾德內哈夫爾大壩。

諾蘇德拉大壩反映了薩米人的歷史，1979年至1981年在挪威阿爾塔河上建造了一座水力發電廠，而受到爭議的維爾德內哈夫爾大壩淹沒了一個薩米村莊，擾亂了傳統的狩獵和放牧。《Slate》評論家Inkoo Kang表示，雖然《冰雪奇緣2》明顯受到薩米人歷史的影響，但諾蘇德拉人也可能被解釋為代表流離失所的美洲原住民，而阿倫黛爾可以被視為代表美國的殖民歷史，並且讓人想起宝嘉康蒂的華麗生活。諾蘇德拉人以一種吸引人的方式呈現，並且被浪漫化為一個擁有神奇力量、與精神世界和物質世界和諧相處的民族。
當艾莎試圖找出是誰在呼喚她時，安娜透過摧毀大壩來為諾蘇德拉人彌補阿倫黛爾的錯誤。儘管艾莎最後一刻的干預阻止了王國的毀滅，但安娜相信艾莎已經死了，因此摧毀了大壩。據Inkoo Kang說道，這部電影提倡對過去的暴行進行補償，而馬特·戈德堡寫道因為艾莎拯救了阿倫黛爾，而不是在其他地方重建王國，因此影片結局的象徵意義已被削弱。
《冰雪奇緣2》中的種族問題透過讓艾莎和安娜擁有諾斯德蘭血統而得到緩解，而她們的母親被描繪成在戰鬥中拯救她們的父親阿納爾國王免於死亡的女英雄。
珍妮佛·鮑德溫將《冰雪奇緣2》描述為一部關於創傷、轉變以及信仰社群在環境修復中發揮更積極作用的電影。大壩造成了環境創傷，削弱了元素之靈。雪寶將森林描述為一個轉變的地方，包括冒險進入未知世界、與神靈和土著諾蘇德拉交朋友，以及面對創傷。艾莎獲得了靈魂的信任，每一次都讓她更接近真相，並轉變為元素之一。安娜利用象徵地球的巨人來打破象徵創傷和不信任的水壩並獲得自己的力量，並獨立於她與艾莎的關係。珍妮佛·鮑德溫表示，這鼓勵觀眾採取更永續的做法，做出彌補，並共同努力保護自然世界，而這部電影更可以向幼兒介紹氣候變遷等環境議題。
社會學家勞倫·鄧德斯描述了艾莎與神話中的馬Nøkk的關係，並得出結論：「她作為馬語者的技能不會威脅到男人的優勢……這些主題展示了迪士尼如何在艾莎現代化方面猶豫不決，並且退回到過時的性別角色觀念。」尼亞·庫尼亞瓦蒂（Nia Kurniawati）寫道這部《冰雪奇緣2》傳達的女性主義訊息是很微妙又現實的。

## 行銷與發行
华特迪士尼公司在2019年2月13日釋出首支《冰雪奇緣2》官方預告片，在發布後24小時內取得1.164億次觀看次數而成為最多觀看的動畫片預告，而這項紀錄被2023年11月釋出的《腦筋急轉彎2》預告片所取代。在發布預覽海報時，美國天文物理學家尼爾·德格拉斯·泰森以“水晶體具有六邊形'六重'對稱性”來做評論（在《冰雪奇緣》中如此顯示），不過海報上卻是一個四邊形的雪花，因此珍妮佛·李給予回應說這並不是真正的雪花，而是以四邊代表四種元素武魂，其中心代表第五武魂艾莎。迪士尼與全球140個其他品牌合作宣傳《冰雪奇緣2》，這是迪士尼動畫電影中合作品牌數量最多的一次。在美國，他們透過企業租車、麥當勞和樂高等內部和外部合作夥伴來宣傳《冰雪奇緣2》。為了支持電影的行銷活動，這部電影的主要配音員多次在公開場合和電視上露面，其中包括美國ABC的“朋友感恩節”特技之夜、《蒙面歌手》的介紹以及國家地理野生頻道的《女傑時代：改變世界的女性》節目等。2019年11月，主要配音演員的行程安排太緊湊，因此姬絲汀·貝兒直呼「時間不太夠」。
2019年11月7日，長達103分鐘的《冰雪奇緣2》正片於洛杉磯好莱坞杜比剧院公開首映，這部電影原本表定在該年11月27日上映，不過在實際上提前5天上映，後續在2020年1月17日上映《冰雪奇緣2》的伴奏版本。截至其最初影院上映日期，迪士尼角色之聲國際公司已將這部電影翻譯成45種語言版本，而該公司在這之前曾為《冰雪奇緣》翻譯成41種語言版本，在取得商業成功後導致發行了包含随它吧所有版本的專輯，並發行了北萨米语版本的《冰雪奇緣2》（Jikŋon 2）以紀念人們的貢獻。
2020年2月11日，華特迪士尼家庭娛樂公司開放《冰雪奇緣2》的數位下載服務，並於同月25日發行藍光光碟和DVD版本，另外在同一時間也發行4K Ultra HD蓝光光碟、終極收藏版、以及4K UHD藍光鐵盒版本。其特色內容包括電影的伴奏錄音、魔法森林所依據的北歐神話之呈現、音樂剪輯、向未知探索的29個翻譯版本，以及正片中移除的音樂和片段。OTT平台方面，這部電影原定在2020年6月26日於Disney+上架，但是因為2019冠狀病毒病疫情而將在美國的上架時間提前至3月15日，而在加拿大、荷蘭、奧大利亞、以及紐西蘭的上架時間則提前至3月17日。

### 紀錄片影集
曾執導2014年美國ABC電視特輯「《冰雪奇緣》的製作」的梅根·哈丁與迪士尼動畫聯繫，並希望能錄製《冰雪奇緣2》的製作過程，因此在該公司的配合下，梅根·哈丁與林肯廣場製作公司合作，並在2018年12月至2019年11月全球首映期間的115天內於紐約市往返於加利福尼亞州伯班克拍攝了1,300小時的鏡頭，之後將片段剪輯為六集，長度約35至45分鐘。迪士尼動畫公司知道梅根·哈丁打算以「無畏」和「誠實的眼光」看待電影製作過程，其中包括製作小組想要確定神秘聲音的身份時，她的工作人員只在這一次被要求離開。紀錄片影集《向未知探索：冰雪奇緣2大解密》於2020年6月26日上映。

## 迴響

### 票房
《冰雪奇緣2》在美國和加拿大的票房收入為4.774億美元，在其他國家和地區的票房收入為9.763億美元，因此這部電影在全球票房收入總和為14.53億美元，並成為2019年票房收入第三高的電影、票房收入史上第十高的電影、以及有史以來票房第二高的動畫電影。2019年12月15日，《冰雪奇緣2》的全球票房收入突破10億美元大關。據《Deadline Hollywood》的計算，在考慮到製作預算、行銷、人才參與和其他成本之下，這部電影的淨利潤為5.99億美元，票房總收入和家庭媒體收入使其在2019年「最有價值大片」排行榜上名列第二，迪士尼公司在當時並未考慮將《獅子王》翻拍為動畫電影，而是將其翻拍為真人版，因此《冰雪奇緣2》的票房收入超過了《冰雪奇緣》的12.8億美元而成為票房收入最高的動畫電影。《冰雪奇緣2》的票房收入歸功於上映日期接近感恩節，因此Comscore分析師保羅·德加拉貝迪安表示這部電影可以「完美地準備好在2020年上映」。
2019年11月22日，《冰雪奇緣2》與《邻里美好的一天》和在2,500家3D影院、800家優質大格式影院（含400家IMAX影院）和235間D-Box/4DX劇院等4,440家影院上映，在上映首日票房收入為4,180萬美元，包括周四晚間預映收入為850萬美元，其首映票房收入達1.3億美元，創下當月動畫電影首映票房最高紀錄。《冰雪奇緣2》主要吸引了女性觀眾，其中約70%的觀眾是家庭觀眾。儘管第二個週末的票房收入下降了34%至8,560萬美元，但在感恩節週末五天的票房收入創下了1.25億美元的新紀錄，到第三週末的票房收入為3,470萬美元，截至2019年12月29日，這部電影在美國國內票房突破4億美元。《冰雪奇緣2》在2020年3月19日下線後，成為2019年美國和加拿大票房收入第四高的電影，不過在此時因疫情而對電影業產生衝擊。
在全球票房收入方面，《冰雪奇緣2》在37個票房市場的首周票房為2.282億美元，全球首映總票房為3.585億美元，因此超越了2019年翻拍電影《獅子王》而成為首週開片票房最高的動畫電影，直到2023年上映的打破記錄為止。這部電影在英國（1,780萬美元）和法國（1,340萬美元）創下動畫電影史上最佳首映票房紀錄，也成為皮克斯或迪士尼動畫作品在中國（5,300萬美元）、日本（1,820萬美元）、德國（1,490萬美元）和西班牙（580萬美元）首映票房最高的電影，另外也成為韓國電影中票房第三高的電影（3,150萬美元）。這部電影在英國上映第二週就收穫了1,140萬美元的票房收入，使其總票房收入達到3,530萬美元。截至2020年1月5日，這部電影的海外票房已超過8.753億美元。截至2021年7月，其最大的國際票房市場就包括日本（1.226億美元）、中國（1.223億美元）、韓國（9,550萬美元）、英國（6,970萬美元）、德國（6,060萬美元）和法國（5,390萬美元）。

### 評價
《冰雪奇緣2》在上映後收到許多普遍正面的評價，根據评论汇总网站「爛番茄」上的336條專業評論，它的正面評價占比為77%，平均評分為6.7/10，而在該網站的評論一致寫道：“雖然《冰雪奇緣2》無法完全重現前作的震撼感覺，但它仍然是一場探索未知世界的令人眼花繚亂的冒險。”使用加權平均值的Metacritic根據47名評論家給《冰雪奇緣2》的評比打出64分（滿分100分），因此表明這部電影「總體好評」。CinemaScore的觀眾調查顯示，在A+到F的評比中，這部電影的平均評比為「A−」，低於《冰雪奇緣》的「A+」，PostTrak在電影首映當天給這部電影評分為4.5顆星（滿分5顆星） 。
許多評論家稱讚《冰雪奇緣2》的製作工藝、呈現風格和主題。《紐約時報》評論家曼諾拉·達吉斯稱該故事是一個充滿冒險和抱負的粉紅色世界，《RogerEbert.com》評論家內爾·米諾指出這部電影對問題的坦率、引人注目的描述是所有年齡段的觀眾都能理解的，在兩者評論中曼諾拉·達吉斯引用了《冰雪奇緣2》引人入勝的視覺圖像，並平衡了浪漫和歷史，而內爾·米諾則指出了這部電影的秋季色調。另外《滾石雜誌》評論家彼得·崔維斯、《衛報》評論家西姆蘭·漢斯和《好萊塢報道》評論家陶德·麥卡錫也稱讚了這部電影，其中彼得·崔維斯很喜歡與角色重新建立聯繫，他稱動畫令人驚嘆，並將音樂稱為“誘人的耳蟲”，西姆蘭·漢斯將電影的敘述與現實世界緩解氣候變遷的努力進行了比較，而陶德·麥卡錫稱讚其朗朗上口的歌曲、易於喜歡的角色和令人驚嘆的背景，以及幽默和由女性賦權驅動的情節。
然而，《冰雪奇緣2》的敘事、音樂和焦點都受到了批評。其中約翰·安德森在《華爾街日報》上指出這樣的續集沒有創新性，並批評這部電影與《冰雪奇緣》相比有缺陷的敘事和低品質的配樂，本·特拉維斯在《帝國雜誌》評論中表示這部電影的故事敘述過於依賴神話和模糊的背景故事，內爾·米諾批評這部電影的敘述過於詳細，《纽约观察家报》撰稿人奧利佛·瓊斯表示這部電影的活力和原創性太過於集中在姊妹艾莎和安娜身上，而《洛杉磯時報》和《華盛頓郵報》的評論家引用了《冰雪奇緣2》複雜的故事和黑暗的基調。

### 獲獎與提名
《冰雪奇緣2》在第92屆奧斯卡金像獎中獲得最佳原创歌曲提名
，另外這部電影的入圍獎項也包括安妮獎8項提名並贏得其中2項、英国电影学院奖1項提名、评论家选择电影奖2項提名、以及金球獎2項提名。

## 續集
2023年2月，迪士尼執行長勞勃·艾格於第一季度財報會議上確認正在開發《冰雪奇緣3》。同月，喬許·蓋德確認將在《冰雪奇緣3》回歸聲演雪寶，而珍妮佛·李在同年6月則確認不會在續集中繼續擔任執導。2023年11月，艾格在《早安美國》的採訪中透露，迪士尼也在開發《冰雪奇緣4》，並且在2024年2月表示他們公司已經期待2026年及以後的《冰雪奇緣3》，這是自2019年以來的第一部《玩具總動員》電影，也是一部將曼達洛人和古古首次搬上大銀幕的新《星際大戰》電影。

## 争议

### 美國商標名稱
2019年12月11日，美国内华达州一间乳癌慈善机构Trust Your Journey在该州法院控告迪士尼，指控迪士尼至少在2007年以来，便盗用其机构名称印在《冰雪奇缘》的商品包括T恤、水杯、海报、首饰及其他产品上，违反了注册商标法律，并指他们也有推出产品在精品店发售并大受欢迎，而销售额接近400万美元。该机构要求迪士尼停用他们的名字之外并要求索取电影票房分红。但後續卻不了了之。

### 日本秘密營銷
2019年2月20日，電影公布日語名、日本上映日及劇照，10月10日發布日本原創正式預告片。12月3日，Twitter上有数名漫画家發布觀後感漫画，均正面介紹作品内容，未有註明為廣告。由於漫畫的發布時間集中在19時，陸續有聲音質疑這是不是收取報酬後發布的漫画，屬於秘密營銷。Walt Disney Japan接受ITmedia NEWS訪問時表示「請求時存在溝通失誤，未有註明為廣告，並非故意」，「溝通時有環節出現失誤，漏掉了」。12月5日，Walt Disney Japan在官方網站上發表致歉信《關於〈魔雪奇緣2 感想漫画企画〉的致歉》，稱「原本計劃在發布內容註明為廣告，但由於相關人士之間溝通不到位，這些發布的內容漏掉了廣告註記」，再次否認是秘密營銷。12月11日，Walt Disney Japan在官方網站上再次向参加企画的漫画家及作品愛好者致歉，信中指「責任不在創作者」，「是未能貫徹公司内指引招致的結果」，強調責任在自己公司一方。

### 引用
1. ↑  . Pathé Theatres.   [2019-10-28]. （原始内容存档于2019-10-28） （荷兰语）.
2. ↑  Tom Brueggemann. . IndieWire. 2019-11-24  [2019-12-02]. （原始内容存档于2019-12-03） （英语）.
3. 1 2 3 4  . Box Office Mojo.   [2023-06-19] （英语）.
4. 1 2 3 4 5 6 7  Kang, Inkoo. . Slate. 2019-11-21  [2021-09-11]. （原始内容存档于2021-09-06）.
5. 1 2  Crow, David. . 極客之巢. 2019-12-01  [2022-01-17]. （原始内容存档于2022-01-17） （英语）.
6. 1 2 3  Paredes, Andrew. . News.ABS-CBN.com. 2019-11-23  [2022-01-17]. （原始内容存档于2022-01-17） （英语）.
7. 1 2 3 4 5 6  . Moviefone.   [2021-02-22]. （原始内容存档于2021-02-22） （英语）.
8. 1 2 3  Idelson, Karen. . Animation Magazine. 2019-11-04  [2019-11-28]. （原始内容存档于2019-11-28） （英语）.
9. ↑  Romano, Nick. . Entertainment Weekly. 2020-09-09  [2022-01-16]. （原始内容存档于2022-01-16） （英语）.
10. ↑  Noveck, Jocelyn. . ABC News. 2019-11-15  [2022-01-17]. （原始内容存档于2022-01-17） （英语）.
11. ↑  Robinson, Joanna. . Vanity Fair. November 15, 2019  [2022-01-16]. （原始内容存档于2022-01-17） （英语）.
12. 1 2  Hurtado, Alexandra. . Parade（英语：Parade (magazine)）. 2019-11-22  [2022-01-17]. （原始内容存档于2022-01-17） （英语）.
13. ↑  Rosario, Alexandra Del. . The Hollywood Reporter. 2019-08-29  [2022-01-16]. （原始内容存档于2022-01-17） （英语）.
14. ↑  Russian, Ale. . People. 2019-11-20  [2022-01-18]. （原始内容存档于2022-01-18） （英语）.
15. ↑  D'Zurilla, Christie. . Los Angeles Times. 2021-08-10  [2022-01-18]. （原始内容存档于2022-01-18） （英语）.
16. ↑  Satia, Priya. . The Washington Post. 2019-12-05  [2022-01-18]. （原始内容存档于2022-01-18） （英语）.
17. ↑  Marshall, Emily Zobel. . The Conversation. 2019-12-18  [2022-01-18]. （原始内容存档于2022-01-18） （英语）.
18. ↑  Saad, Nardine. . Los Angeles Times. June 11, 2019  [2022-01-18]. （原始内容存档于2022-01-18） （英语）.
19. ↑  Militar, Francesca. . 菲律賓每日問詢者報（英语：Philippine Daily Inquirer）. 2020-05-14  [2022-01-18]. （原始内容存档于2022-01-18） （英语）.
20. ↑  Robinson, Tasha. . Polygon. 2019-11-22  [2022-01-18]. （原始内容存档于2022-01-18） （英语）.
21. ↑  Lee, Hyo-Won. . The Hollywood Reporter. 2014-03-31  [2022-02-25]. （原始内容存档于2022-02-25） （英语）.
22. ↑  Erlichman, Jon. . Bloomberg.  事件发生在 0分55秒. 2014-04-22  [2014-04-22]. （原始内容 (影片)存档于2014-05-08） （英语）.
23. ↑  Rosen, Christopher. . HuffPost. 2014-04-23  [2022-02-25]. （原始内容存档于2022-02-25） （英语）.
24. ↑  Faber, David. . CNBC. 2014-05-07  [2014-05-08]. （原始内容存档于2014-05-08） （英语）.
25. ↑  Flores, Terry. . Variety. 2014-06-10  [2014-06-16]. （原始内容存档于2014-07-15） （英语）.
26. 1 2 3 4  Weintraub, Steve. . Collider. 2019-11-29  [2019-11-29]. （原始内容存档于2021-02-07） （英语）.
27. ↑  Pond, Steve. . TheWrap. 2019-12-20: 第31頁  [2019-12-25]. （原始内容存档于2019-12-25） （英语）.
28. 1 2   (PDF). The Walt Disney Company: 第12頁. 2015-03-12  [2015-06-14]. （原始内容 (Transcript)存档于2015-05-13） （英语）.
29. ↑  Graser, Marc. . Variety. 2015-03-12  [2015-03-12]. （原始内容存档于2015-03-12） （英语）.
30. ↑  Chichizola, Corey. . CinemaBlend. 2017-10-24  [2017-10-27]. （原始内容存档于2017-10-27） （英语）.
31. ↑  Wilkins 2019，第76頁.
32. ↑  Galuppo, Mia. . The Hollywood Reporter. 2018-08-23  [2022-02-25]. （原始内容存档于2018-08-24） （英语）.
33. 1 2 3   (PDF). Walt Disney Studios.   [2019-11-14]. （原始内容 (PDF)存档于2019-11-15） （英语）.
34. 1 2 3 4  Minow, Nell. . RogerEbert.com. 2019-11-22  [2021-08-22]. （原始内容存档于2021-03-22） （英语）.
35. ↑  Masley, Ed. . 亞利桑那共和報（英语：The Arizona Republic）. 2017-09-04  [2017-10-03]. （原始内容存档于2021-08-26） （英语）.
36. ↑  Derschowitz, Jessica. . Entertainment Weekly. 2017-07-05  [2017-10-03]. （原始内容存档于2017-10-03） （英语）.
37. ↑  Woo, Kelly. . Moviefone. 2017-07-05  [2021-07-24]. （原始内容存档于2021-07-25） （英语）.
38. ↑  Osborn, Alex. . IGN. 2017-09-28  [2017-09-28]. （原始内容存档于2017-09-28） （英语）.
39. ↑  Trumbore, Dave. . Collider. 2017-09-28  [2017-09-28]. （原始内容存档于2017-09-28） （英语）.
40. ↑  Kroll, Justin. . Variety. 2018-07-13  [2018-07-13]. （原始内容存档于2018-07-13） （英语）.
41. 1 2  Grobar, Matt. . Deadline Hollywood. 2019-12-16  [2019-12-17]. （原始内容存档于2019-12-17） （英语）.
42. ↑  Nyren, Erin. . Variety. 2019-11-12  [2021-08-15]. （原始内容存档于2019-11-12） （英语）.
43. ↑  Saad, Nardine. . Los Angeles Times. 2019-09-23  [2019-09-23]. （原始内容存档于2019-09-23） （英语）.
44. ↑  Cohn, Gabe. . The New York Times. 2019-11-29  [2019-11-30]. （原始内容存档于2019-11-30） （英语）.
45. ↑  Lang, Jamie. . Variety. June 14, 2019  [2021-08-10]. （原始内容存档于2021-03-02） （英语）.
46. ↑  Hazelton, John. . Screen Daily. 2019-12-26  [2023-11-16]. （原始内容存档于2019-12-26） （英语）.
47. ↑  Richford, Rhonda. . The Hollywood Reporter. 2019-06-14  [2022-02-25]. （原始内容存档于2019-06-14） （英语）.
48. ↑  Last, John. . CBC News. 2019-11-23  [2019-12-07]. （原始内容存档于2021-02-07） （英语）.
49. ↑  Schwartz, Terri. . IGN. 2019-08-25  [2019-09-24]. （原始内容存档于2019-08-27） （英语）.
50. ↑  Dowd, Maureen. . The New York Times. 2019-11-07  [2019-11-25]. （原始内容存档于2019-11-25） （英语）.
51. ↑  Marshall, Andrew. . Screen Rant. 2019-09-30  [2021-08-17]. （原始内容存档于2020-11-11） （英语）.
52. 1 2 3  Romano, Nick. . Entertainment Weekly. 2020-06-27  [2020-06-28]. （原始内容存档于2020-06-28） （英语）.
53. ↑  Ford, Rebecca. . The Hollywood Reporter. 2019-11-27  [2022-02-25]. （原始内容存档于2019-11-30） （英语）.
54. ↑  Giardina, Carolyn. . The Hollywood Reporter. 2020-08-31  [2021-10-02]. （原始内容存档于2021-10-02） （英语）.
55. 1 2  Bryant, Taylor. . Vox. 2019-11-18  [2021-09-01]. （原始内容存档于2021-03-01） （英语）.
56. ↑  Liu, Wright & Alvarado 2020，第1頁.
57. ↑  Kessler, Ryan. . Global News. 2019-11-21  [2019-11-25]. （原始内容存档于2019-11-23） （英语）.
58. 1 2 3  Mithaiwala, Mansoor. . Screen Rant. 2019-09-30  [2019-11-28]. （原始内容存档于2019-11-28） （英语）.
59. 1 2 3  Sarto, Dan. . 动画世界网络. 2019-11-22  [2021-09-03]. （原始内容存档于2021-05-03） （英语）.
60. ↑  Debruge, Peter. . Variety. 2019-11-14  [2021-08-06]. （原始内容存档于2020-04-05） （英语）.
61. 1 2  Romanello, Limda. . Post Magazine (September/October 2019).   [2021-09-04]. （原始内容存档于2021-09-03） （英语）.
62. ↑  Alexander, Bryan. . USA Today. 2020-02-03  [2020-02-03]. （原始内容存档于2020-02-03） （英语）.
63. ↑  Moses et al. 2020，第1頁.
64. ↑  Sathe et al. 2020，第1頁.
65. 1 2  Gelfand, Ilana. . The Walt Disney Company. 2019-11-07  [2021-09-01]. （原始内容存档于2021-03-09） （英语）.
66. ↑  Tollec et al. 2020，第1頁.
67. ↑  Snyder, Chris; Phillips, Ian. . Insider. 2019-12-06  [2021-09-01]. （原始内容存档于2021-09-04） （英语）.
68. ↑  Mithaiwala, Mansoor. . Screen Rant. 2019-09-30  [2021-08-10]. （原始内容存档于2019-10-02） （英语）.
69. ↑  Desowitz, Bill. . IndieWire. 2019-11-19  [2019-11-21]. （原始内容存档于2019-11-20） （英语）.
70. ↑  Pearason, Ben. . /Film. 2019-11-05  [2021-08-10]. （原始内容存档于2019-11-05） （英语）.
71. ↑  Iasimone, Ashley. . Billboard. 2019-09-30  [2019-09-30]. （原始内容存档于2019-09-30） （英语）.
72. ↑  Zemler, Emily. . Rolling Stone. 2019-11-05  [2021-08-10]. （原始内容存档于2019-11-05） （英语）.
73. ↑  Snetiker, Marc. . Entertainment Weekly. 2019-11-15  [2021-02-20]. （原始内容存档于2021-02-20） （英语）.
74. 1 2  Shaffer, Claire. . Rolling Stone. 2019-09-30  [2021-08-11]. （原始内容存档于2021-07-24） （英语）.
75. 1 2  Taylor, Drew. . Collider. 2020-06-26  [2020-06-28]. （原始内容存档于2021-02-07） （英语）.
76. 1 2 3 4  Davis, Victoria. . 动画世界网络. 2020-06-26  [2020-06-28]. （原始内容存档于2020-06-29） （英语）.
77. ↑  Fonneland 2020，第3–4頁.
78. ↑  Martens, Todd. . Los Angeles Times. 2019-12-02  [2021-08-07]. （原始内容存档于2021-04-14） （英语）.
79. ↑  March 2019，第57頁.
80. ↑  VanDenburgh, Barbara. . 亞利桑那共和報（英语：The Arizona Republic）. 2019-11-20  [2021-08-26]. （原始内容存档于2021-08-26） （英语）.
81. ↑  Roeper, Richard. . Chicago Sun-Times. 2019-11-20  [2021-08-25]. （原始内容存档于2021-03-08） （英语）.
82. ↑  Jiang & Hun Chung 2021，第3頁.
83. 1 2  Baldwin 2020，第61頁.
84. 1 2 3  Goldberg, Matt. . Collider. 2020-03-15  [2021-09-11]. （原始内容存档于2021-09-04）.
85. ↑  Fonneland 2020，第3頁.
86. ↑  Fonneland 2020，第7頁.
87. ↑  Fonneland 2020，第4,6,8頁.
88. ↑  Fonneland 2020，第5頁.
89. ↑  Baldwin 2020，第60頁.
90. ↑  Midkiff & Austin 2021，第1頁.
91. ↑  Dundes 2020，第1頁.
92. ↑  Kurniawati 2020，第1頁.
93. ↑  Evans, Greg. . Deadline Hollywood. 2019-02-13  [2019-02-13]. （原始内容存档于2019-02-14） （英语）.
94. ↑  D'Alessandro, Anthony. . Deadline Hollywood. 2019-02-14  [2019-02-15]. （原始内容存档于2019-02-15） （英语）.
95. ↑  Shanfeld, Ethan. . Variety. 2023-11-10  [2023-11-10]. （原始内容存档于2023-11-10） （英语）.
96. ↑  Palus, Shannon. . Slate. July 24, 2019  [2021-08-17]. （原始内容存档于2021-04-12） （英语）.
97. ↑  Shaw-Williams, Hannah. . Screen Rant. 2019-11-23  [2019-11-24]. （原始内容存档于2019-11-27） （英语）.
98. ↑  Ridgely, Charlie. . ComicBook.com. 2019-07-26  [2019-11-24]. （原始内容存档于2019-07-27） （英语）.
99. ↑  Pasquarelli, Adrianne. . Ad Age. 2019-11-12  [2019-11-25]. （原始内容存档于2019-11-14） （英语）.
100. ↑  D'Alessandro, Anthony. . Deadline Hollywood. 2019-11-24  [2019-11-25]. （原始内容存档于2019-11-23） （英语）.
101. ↑  Weintraub, Steve. . Collider. 2019-11-25  [2019-11-26]. （原始内容存档于2019-11-27） （英语）.
102. ↑  . British Board of Film Classification.   [2021-02-23]. （原始内容存档于2021-02-23） （英语）.
103. ↑  Kent, Clarkisha. . Entertainment Weekly. 2019-11-07  [2019-11-08]. （原始内容存档于2019-11-08） （英语）.
104. ↑  McClintock, Pamela. . The Hollywood Reporter. 2017-04-25  [2022-02-25]. （原始内容存档于2017-04-26） （英语）.
105. ↑  Rubin, Rebecca. . Variety. 2018-11-01  [2018-11-02]. （原始内容存档于2018-11-01） （英语）.
106. ↑  Evangelista, Chris. . /Film. 2020-01-10  [2020-01-11]. （原始内容存档于2020-01-11） （英语）.
107. ↑  Evangelista, Chris. . /Film. 2019-12-14  [2021-07-24]. （原始内容存档于2020-08-12） （英语）.
108. ↑  Keegan, Rebecca. . Los Angeles Times. 2014-01-24  [2021-07-24]. （原始内容存档于2021-03-08） （英语）.
109. ↑  . NPR. 2014-02-24  [2021-07-24]. （原始内容存档于2021-03-11） （英语）.
110. ↑  Milligan, Mercedes. . Animation Magazine. July 19, 2019  [2019-07-20]. （原始内容存档于2019-07-20） （英语）.
111. ↑  Boone, John. . 今夜娛樂（英语：Entertainment Tonight）. 2020-01-20  [2020-01-20]. （原始内容存档于2020-01-21） （英语）.
112. ↑  Heller, Emily. . Polygon. 2020-02-25  [2021-12-29]. （原始内容存档于2020-03-08） （英语）.
113. ↑  Elfring, Mat; Sitze, Jenae. . GameSpot. February 25, 2020  [2021-07-11]. （原始内容存档于2021-03-06） （英语）.
114. ↑  Chitwood, Adam. . Collider. 2020-01-21  [2021-07-11]. （原始内容存档于2020-01-22） （英语）.
115. ↑  Beresford, Trilby; Jarvey, Natlie. . The Hollywood Reporter. 2020-03-13  [2022-02-25]. （原始内容存档于2020-03-14） （英语）.
116. ↑  Haring, Bruce. . Deadline Hollywood. 2020-03-13  [2020-03-13]. （原始内容存档于2020-03-14） （英语）.
117. ↑  Lussier, Germain. . Gizmodo. 2020-07-14  [2021-07-31]. （原始内容存档于2021-08-01） （英语）.
118. ↑  . Box Office Mojo.   [2024-01-08]. （原始内容存档于2020-04-25） （英语）.
119. ↑  Jackson, Josh; Paste Movies Staff. . Paste（英语：Paste (magazine)）. 2021-08-11  [2022-01-23]. （原始内容存档于2022-01-23） （英语）.
120. ↑  Verhoeven, Beatrice; Robinson, Cassidy. . TheWrap. 2020-05-09  [2021-08-18]. （原始内容存档于2021-08-18） （英语）.
121. ↑  Rubin, Rebecca. . Variety. 2019-12-15  [2021-10-20]. （原始内容存档于2021-10-20） （英语）.
122. ↑  D'Alessandro, Anthony. . Deadline Hollywood. 2020-04-23  [2020-04-23]. （原始内容存档于2020-04-25） （英语）.
123. ↑  . Box Office Mojo.   [2023-12-02]. （原始内容存档于2014-08-09） （英语）.
124. ↑  Rubin, Rebecca. . Variety. 2020-01-05  [2020-01-06]. （原始内容存档于2020-01-06） （英语）.
125. ↑  Sonaiya, Kelley. . Los Angeles Times. 2019-11-24  [2021-09-30]. （原始内容存档于2021-05-04） （英语）.
126. 1 2 3  Welk, Brian. . TheWrap. 2019-11-22  [2021-07-15]. （原始内容存档于2019-11-23） （英语）.
127. ↑  D'Alessandro, Anthony. . Deadline Hollywood. 2019-11-24  [2019-11-25]. （原始内容存档于2019-11-23） （英语）.
128. ↑  Mendelson, Scott. . Forbes. 2019-11-23  [2021-08-19]. （原始内容存档于2021-08-19） （英语）.
129. ↑  Rubin, Rebecca. . Variety. 2019-11-24  [2021-08-19]. （原始内容存档于2021-08-19） （英语）.
130. 1 2  McClintock, Pamela. . The Hollywood Reporter. 2019-11-24  [2022-02-25]. （原始内容存档于2019-11-24） （英语）.
131. ↑  Mendelson, Scott. . Forbes. 2019-12-02  [2021-08-19]. （原始内容存档于2021-08-18） （英语）.
132. ↑  McClintock, Pamela. . The Hollywood Reporter. 2019-12-08  [2021-08-19]. （原始内容存档于2021-08-18） （英语）.
133. ↑  Edwards, Chris. . Digital Spy. =2019-12-29  [2021-10-20]. （原始内容存档于2021-10-20） （英语）.
134. ↑  . Box Office Mojo. IMDb.   [2023-01-07]. （原始内容存档于2022-12-20） （英语）.
135. ↑  . Box Office Mojo.   [2021-08-19]. （原始内容存档于2021-08-18） （英语）.
136. ↑  D'Alessandro, Anthony. . Deadline Hollywood. 2020-03-19  [2021-08-19]. （原始内容存档于2021-08-18） （英语）.
137. ↑  D'Alessandro, Anthony. . Deadline Hollywood. 2023-04-08  [2023-04-08]. （原始内容存档于2023-04-07） （英语）.
138. ↑  Tartaglione, Nancy. . Deadline Hollywood. 2019-11-25  [2021-07-14]. （原始内容存档于2021-03-30） （英语）.
139. ↑  Dalton, Ben. . Screen Daily. 2019-12-02  [2019-12-02]. （原始内容存档于2019-12-02） （英语）.
140. ↑  Tartaglione, Nancy. . Deadline Hollywood. 2020-01-05  [2021-10-20]. （原始内容存档于2021-10-20） （英语）.
141. ↑  Harris, LaTesha. . Variety. 2019-11-24  [2023-09-20]. （原始内容存档于2022-06-27） （英语）.
142. ↑  Eggertsen, Chris. . Boxoffice Pro. 2019-11-24  [2023-09-20]. （原始内容存档于2020-07-30） （英语）.
143. ↑  Murrian, Samuel R. . Parade（英语：Parade (magazine)）. 2021-01-16  [2023-09-20]. （原始内容存档于2021-09-17） （英语）.
144. ↑  . Rotten Tomatoes.   [June 12, 2022].
145. ↑  . Rotten Tomatoes.   [June 4, 2023].
146. ↑  . Metacritic.   [2021-02-07] （英语）.
147. ↑  . Metacritic.   [2021-12-16] （英语）.
148. ↑  Manfredi, Lucas. . TheWrap. 2022-11-24  [2022-12-10]. （原始内容存档于2022-11-25） （英语）.
149. 1 2 3  Dargis, Manohla. . The New York Times. 2019-11-21  [2019-11-25]. （原始内容存档于2019-11-24） （英语）.
150. 1 2  Travers, Peter. . Rolling Stone. 2019-11-20  [2021-08-22]. （原始内容存档于2021-06-11） （英语）.
151. 1 2  McCarthy, Todd. . The Hollywood Reporter. 2019-11-14  [2022-02-25]. （原始内容存档于2019-12-03） （英语）.
152. 1 2  Hans, Simran. . The Guardian. 2019-11-23  [2021-02-18]. （原始内容存档于2020-12-20） （英语）.
153. 1 2  Anderson, John. . The Wall Street Journal. 2019-11-21  [2021-08-19]. （原始内容存档于2021-04-10） （英语）.
154. 1 2  Oliver, Jones. . Observer. 2019-11-19  [2021-08-19]. （原始内容存档于2019-11-20） （英语）.
155. 1 2  Travis, Ben. . Empire. 2019-11-14  [2019-11-22]. （原始内容存档于2019-11-22） （英语）.
156. ↑  Chang, Justin. . Los Angeles Times. 2019-11-14  [2021-07-26]. （原始内容存档于2021-03-01） （英语）.
157. ↑  Page-Kirby, Kristen. . The Washington Post. 2019-11-20  [2019-11-21]. （原始内容存档于2019-11-20） （英语）.
158. ↑  Lawson, Richard. . Vanity Fair. 2019-11-14  [2021-07-16]. （原始内容存档于2020-11-12） （英语）.
159. ↑  Barber, Nicholas. . BBC. 2019-11-14  [2021-08-20]. （原始内容存档于2021-05-22） （英语）.
160. ↑  Jenkins, David. . Little White Lies（英语：Little White Lies (magazine)）. 2019-11-14  [2021-08-10]. （原始内容存档于2021-04-14） （英语）.
161. ↑  Mendelson, Scott. . Forbes. 2019-11-14  [2021-08-12]. （原始内容存档于2021-08-12） （英语）.
162. ↑  Willmore, Alison. . Vulture. 2019-11-20  [2021-08-20]. （原始内容存档于2021-03-02） （英语）.
163. ↑  參考資料：
  - Chang, Justin. . Los Angeles Times. 2019-11-14  [2021-07-26]. （原始内容存档于2021-03-01） （英语）.
  - Page-Kirby, Kristen. . The Washington Post. 2019-11-20  [2019-11-21]. （原始内容存档于2019-11-20） （英语）.
  - Lawson, Richard. . Vanity Fair. 2019-11-14  [2021-07-16]. （原始内容存档于2020-11-12） （英语）.
  - Barber, Nicholas. . BBC. 2019-11-14  [2021-08-20]. （原始内容存档于2021-05-22） （英语）.
  - Jenkins, David. . Little White Lies（英语：Little White Lies (magazine)）. November 14, 2019  [2021-08-10]. （原始内容存档于2021-04-14） （英语）.
  - Mendelson, Scott. . Forbes. 2019-11-14  [2021-08-12]. （原始内容存档于2021-08-12） （英语）.
  - Willmore, Alison. . Vulture. 2019-11-20  [2021-08-20]. （原始内容存档于2021-03-02） （英语）.
164. ↑  . The Hollywood Reporter. 2020-02-09  [2021-02-21]. （原始内容存档于2020-02-10） （英语）.
165. ↑  . The Hollywood Reporter. 2020-01-25  [2021-02-23]. （原始内容存档于2020-01-26） （英语）.
166. ↑  . The Hollywood Reporter. 2020-02-02  [2021-02-21]. （原始内容存档于2020-02-02） （英语）.
167. ↑  Nordyke, Kimberly; Howard, Annie. . The Hollywood Reporter. 2020-01-12  [2021-02-23]. （原始内容存档于2020-01-13） （英语）.
168. ↑  . The Hollywood Reporter. 2020-01-05  [2022-05-09]. （原始内容存档于2022-05-09） （英语）.
169. ↑  Couch, Aaron. . The Hollywood Reporter. 2023-02-08  [2023-02-08]. （原始内容存档于2023-02-08） （英语）.
170. ↑  Dick, Jeremy. . MovieWeb. 2023-02-09  [2023-06-16]. （原始内容存档于2023-02-09） （英语）.
171. ↑  Lopez, Kristen; Taylor, Drew. . TheWrap. 2023-06-16  [2023-09-08]. （原始内容存档于2023-06-16） （英语）.
172. ↑  Rubin, Rebecca. . Variety. 2023-11-16  [2023-11-16]. （原始内容存档于2023-11-16） （英语）.
173. ↑  . Motley Fool.   [2024-02-07]. （原始内容存档于2024-05-09） （英语）.
174. ↑  . Inside the Magic. 2019-12-11  [2019-12-13]. （原始内容存档于2019-12-13） （美国英语）.
175. ↑  . cinemacafe.net.   [2019-02-20]. （原始内容存档于2019-02-20） （日语）.
176. ↑  . .   [2019-02-20]. （原始内容存档于2019-02-20） （日语）.
177. ↑  Inc, Natasha. . .   [2019-10-10]. （原始内容存档于2019-10-10） （日语）.
178. ↑  . ITmedia NEWS.   [2019-12-07]. （原始内容存档于2019-12-06） （日语）.
179. ↑  . ITmedia NEWS.   [2019-12-07]. （原始内容存档于2019-12-06） （日语）.
180. ↑  . ITmedia NEWS.   [2019-12-07]. （原始内容存档于2019-12-07） （日语）.
181. ↑  . ITmedia NEWS.   [2019-12-31]. （原始内容存档于2019-12-30） （日语）.

### 文獻
- Baldwin, Jennifer. . Dialog: A Journal of Theology (Hoboken, New Jersey: 威立—布萊克威爾出版社（英语：Wiley-Blackwell）). 2020年, 59 (2): 第60–61頁. S2CID 218822839. doi:10.1111/dial.12546 （英语）.
- Dundes, Lauren. . Social Sciences (Westminster, Maryland: 麥克丹尼爾學院（英语：McDaniel College）). 2020年, 86 (9): 第11頁. doi:10.3390/socsci9050086  （英语）.
- Fonneland, Trude. . Religions (Tromsø, Norway: 特羅姆瑟大學). 2020年, 11 (9): 第430頁. doi:10.3390/rel11090430 . hdl:10037/20440  （英语）.
- Jiang, QianQian; Hun Chung, Jean.  (PDF). Journal of Digital Convergence. 2021年, 19 (6): 第3頁  [2021-09-11]. ISSN 2713-6442. doi:10.14400/JDC.2021.19.6.309. （原始内容存档 (PDF)于2021-09-04） （英语）.
- Kurniawati, Nia. . Hortatori Jurnal Pendidikan Bahasa Dan Sastra Indonesia (Cianjur, Indonesia: University of Suryakancana). 2020年, 4 (2): 第133–142頁  [2021-09-29]. doi:10.30998/jh.v4i2.532 . （原始内容存档于2021-09-29） （英语）.
- Kittelsen, Theodor; Østby, Leif. . Dreyer. 1975年. ISBN 978-8-20901-226-0 （英语）.
- Liu, Ying; Wright, Jared; Alvarado, Alexander. . . Siggraph '20 73. 2020-08-17: 第2頁  [2021-09-26]. ISBN 9781450379717. S2CID 221178053. doi:10.1145/3388767.3407360. （原始内容存档于2021-09-04） –ACM Digital Library （英语）.
- Moses, Joseph Norman; Gaddipati, Vijoy; Fiske, Benjamin; Tollec, Marie; Miller, Tad. . . Siggraph '20 7. 2020-08-17: 第2頁  [2021-09-26]. ISBN 9781450379717. S2CID 221178097. doi:10.1145/3388767.3409320. （原始内容存档于2021-09-04） –ACM Digital Library （英语）.
- Midkiff, Emily; Austin, Sara. . The Lion and the Unicorn（英语：The Lion and the Unicorn (journal)）. 2021年, 45 (2): 第154–171頁  [2021-09-29]. S2CID 239859494. doi:10.1353/uni.2021.0013. （原始内容存档于2021-09-04） （英语）.
- March, Julia. . Dorling Kindersley Limited. 2019年. ISBN 978-0-241-35767-5 （英语）.
- Sathe, Amol; Summers, Lance; Yuan-Chiang, Matt Jen; Newland, James. . . Siggraph '20 71. 2020-08-17: 第2頁  [2021-09-26]. ISBN 9781450379717. S2CID 221178086. doi:10.1145/3388767.3407388. （原始内容存档于2021-09-04） –ACM Digital Library （英语）.
- Tollec, Marie; Jenkins, Sean; Summers, Lance; Cunningham-Scott, Charles. . . Siggraph '20 24. 2020-08-17: 第2頁  [2021-09-27]. ISBN 9781450379717. S2CID 221178145. doi:10.1145/3388767.3407333. （原始内容存档于2021-09-04） –ACM Digital Library （英语）.
- Wilkins, Jonathan. . Titan Publishing Group. 2019年. ISBN 978-1-78773-227-8 （英语）.

## 延伸閱讀
- Julius, Jessica. . Chronicle Books. 2019年. ISBN 978-1-4521-6949-1 （英语）.

## 外部連結
- 维基共享资源上的相關多媒體資源：Frozen II
- 维基语录上有关Frozen II的语录
- 官方网站
- 在Disney+上觀看《冰雪奇緣2》（因版權限制，本節目可能僅在部分地區上架。）
- 互联网电影数据库（IMDb）上《Frozen II》的资料（英文）